# Flight of Icarus
Flight of Icarus è una canzone del gruppo heavy metal Iron Maiden. Fa parte dell'album Piece of Mind ed è stata pubblicata come singolo l'11 aprile 1983. Si tratta dell'ottavo singolo della band, il primo dell'album da cui è stato estratto.
È la prima apparizione ufficiale del nuovo batterista Nicko McBrain.

## La canzone
Il brano, scritto e composto da Adrian Smith e Bruce Dickinson, tratta della leggenda di Icaro. Tale leggenda racconta che a Creta il re Minosse aveva chiesto a Dedalo di costruire il labirinto per il Minotauro. Conoscendone dunque la struttura, Dedalo vi fu rinchiuso con il figlio Icaro così da non poterla rivelare. Per scappare Dedalo costruì delle ali con delle penne e le attaccò ai loro corpi con la cera. Malgrado gli avvertimenti del padre di non volare troppo alto, Icaro si fece prendere dall'ebrezza del volo e si avvicinò troppo al sole (nella mitologia Febo) il cui calore fuse la cera, facendolo cadere nel mare dove morì.

## Il disco
Il singolo è stato pubblicato nel formato vinile 7" e nella b-side contiene il brano I've Got The Fire (una cover dei Montrose) che gli Iron Maiden avevano già pubblicato in versione live in precedenti singoli ma che qui troviamo in versione studio.

## Tracce
1. "Flight Of Icarus" (Adrian Smith, Bruce Dickinson) - 3:49
2. "I've Got The Fire" (Montrose cover) - 3:53

## Formazione
- Bruce Dickinson - voce
- Dave Murray - chitarra
- Adrian Smith - chitarra
- Steve Harris - basso
- Nicko McBrain - batteria